# Omeisaurus puxiani
Omeisaurus puxiani es una especie dudosa del género extinto Omeisaurus ("lagarto de Omei") de dinosaurio saurópodo eusaurópodo que vivió a finales del período Jurásico, hace aproximadamente entre 163 millones de años, en el Oxfordiense, en lo que es hoy Asia.  Su espécimen tipo es CLGRP V00005, un esqueleto parcial postcraneal. Fue encontrado el al Villa Laojun, ciudad de Pu'an, que se encuentra en limolita y lutolita terrestre de la Formación Shaximiao de China.